# Льнянка неполноцветковая
Льня́нка неполноцветко́вая, или Льнянка непо́лная (лат. Lināria incomplēta) — травянистое многолетнее растение, вид рода Льнянка; сейчас этот род относят к семейству Подорожниковые (Plantaginaceae), но ранее помещали в семейства Норичниковые (Scrophulariaceae) или Верониковые (Veronicaceae).

## Ареал и среда обитания
Волжско-казахстанский вид. Распространён вне России в Средней Азии, в России — в Липецкой (Галичья гора), Воронежской, Саратовской, Волгоградской, Ростовской областях, Заволжье, на юге Западной Сибири.
Как правило, произрастает на каменистых склонах и осыпях, степных склонах.

## Ботаническое описание
Многолетнее растение.
Стебли многочисленные, прямостоячие, от 25 до 30 см, в нижней части густо олиственные.
Листья мясистые, линейно-нитевидные, длиной 2,5—5 см, шириной 2 см, желобчатые, нижние плосковатые.
Большая часть соцветия с недоразвитыми цветками, развивается всего три — семь цветков; цветоножки длиной 2 мм, негусто железистоволосистые, так же как и ось соцветия. Чашечка длиной 5 мм, железистоволосистая (или голая), доли её неравные, наиболее широкие — эллиптические, остальные продолговатые, все тупо заострённые. Венчик жёлтый, с тонкими синеватыми полосками и оранжевыми пятнами в зеве, шпора изогнутая, интенсивно жёлтая.
Коробочка крупная, продолговатая, длиной 8—9 мм. Семена гладкие, с широким перепончатым краем.

## Охрана
Включена в Красные книги следующих субъектов РФ: Воронежская область, Ростовская область, Самарская область, Саратовская область, Ульяновская область.